# LOFAR

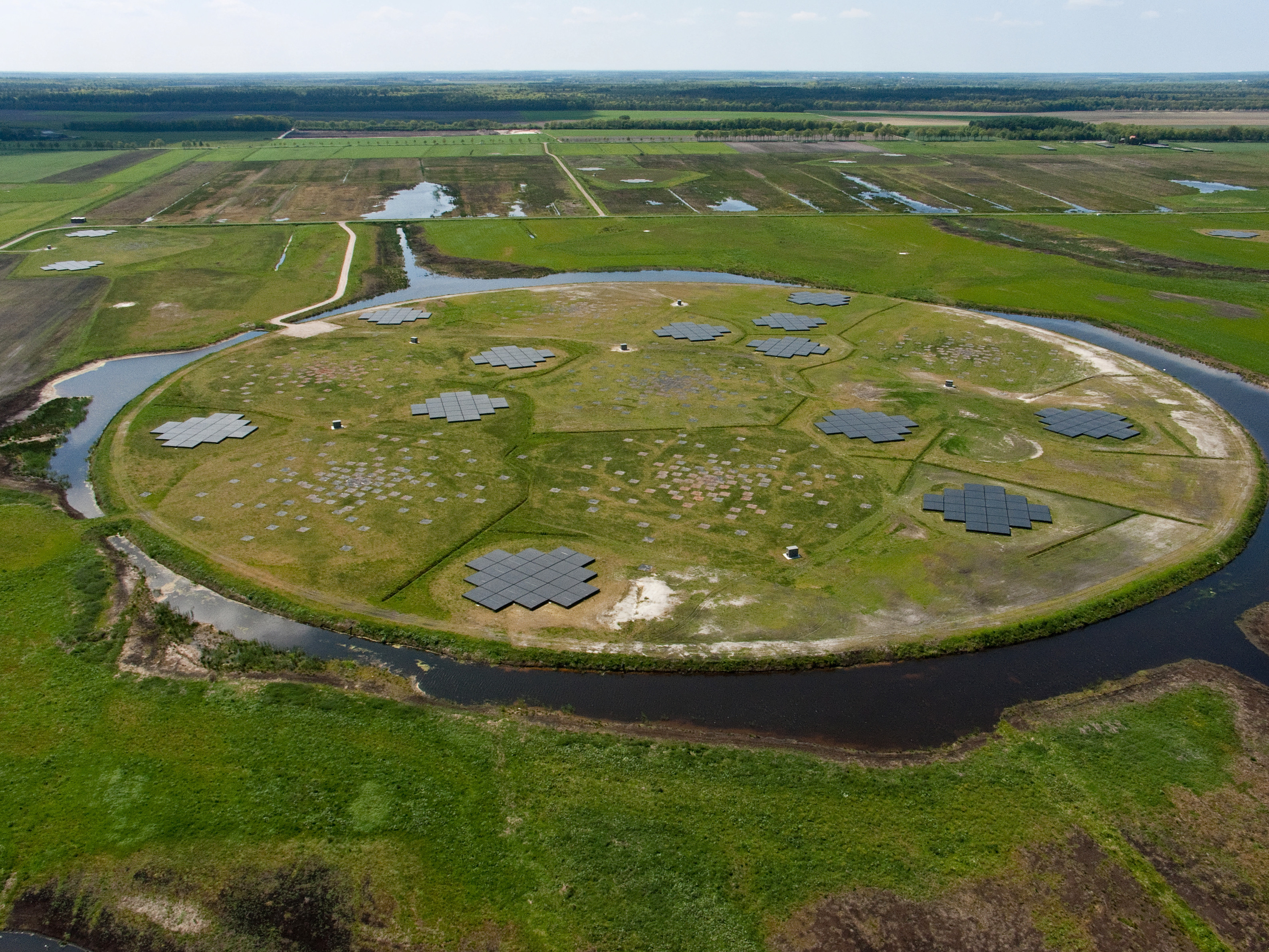
네덜란드 Exloo 근처의 LOFAR 핵심시설 "Superterp"

LOFAR(Low-Frequency Array)는 직경이 1000km에 이르는 거대한 전파망원경이다. 2010년 6월 12일부터 유럽에서 가동에 들어갔다. 네덜란드, 영국, 프랑스, 독일, 스웨덴 등의 과학자들이 공동 참여해 약 2억 달러를 들여 각국에 설치한 망원경들의 연합체로, 높이 0.5∼2m인 안테나 2만5000여 개가 연결되어있다.

긴 파장의 전파 영상은 흐리기에, 선명하게 하기 위한 유일한 방법은 수백 km 이상에 걸쳐 분산된 안테나들을 만드는 것이다. 이에 따라 로파는 낮게는 30m(10MHz)에 이르는 파장의 전파까지 잡을 수 있다.